# Campeonato Pan-Pacífico de Natación de 1991
El IV Campeonato Pan-Pacífico de Natación se celebró en Edmonton (Canadá) entre el  22 y el 25 de agosto de 1991 bajo la organización de la Federación Internacional de Natación (FINA) y la Federación Canadiense de Natación.

## Resultados

### Masculino
| Evento                    | Oro                                                                         | Plata                                                                             | Bronce                                                                          |
| ------------------------- | --------------------------------------------------------------------------- | --------------------------------------------------------------------------------- | ------------------------------------------------------------------------------- |
| 50 m libre (25.08)        | Tom Jager Estados Unidos 22,21                                              | Matt Biondi Estados Unidos 22,30                                                  | Darren Lange Australia 23,00                                                    |
| 100 m libre (23.08)       | Matt Biondi Estados Unidos 49,72                                            | Chris Fydler Australia 50,21                                                      | Shaun Jordan Estados Unidos 50,38                                               |
| 200 m libre (22.08)       | Ian Brown Australia 1:49,48                                                 | Joe Hudepohl Estados Unidos 1:49,63                                               | Darren Ward · Canadá · 1:50,89                                                  |
| 400 m libre (24.08)       | Kieren Perkins Australia 3:50,08                                            | Ian Brown Australia 3:50,74                                                       | Daniel Jorgensen Estados Unidos 3:54,13                                         |
| 800 m libre (23.08)       | Kieren Perkins Australia 7:50,68                                            | Kurt Eldridge Australia 8:04,02                                                   | Matt Hooper Estados Unidos 8:04,63                                              |
| 1500 m libre (25.08)      | Kieren Perkins Australia 14:59,79                                           | Kurt Eldridge Australia 15:22,87                                                  | Matt Hooper Estados Unidos 15:26,57                                             |
| 100 m espalda (22.08)     | Jeff Rouse Estados Unidos 54,67                                             | Mark Tewksbury · Canadá · 55,19                                                   | Jeff Thibault Estados Unidos 55,93                                              |
| 200 m espalda (24.08)     | Jeff Rouse Estados Unidos 2:00,85                                           | Kevin Draxinger · Canadá · 2:01,03                                                | Hajime Itoi Japón 2:01,94                                                       |
| 100 m braza (23.08)       | Mike Barrowman Estados Unidos 1:02,02                                       | Philip Rogers Australia 1:02,09                                                   | Akira Hayashi Japón 1:02,14                                                     |
| 200 m braza (25.08)       | Mike Barrowman Estados Unidos 2:11,96                                       | Hiroshi Fujieda Japón 2:14,78                                                     | Eric Wunderlich Estados Unidos 2:15,43                                          |
| 100 m mariposa (24.08)    | Matt Biondi Estados Unidos 54,24                                            | Marcel Gery · Canadá · 54,27                                                      | Mark Henderson Estados Unidos 54,32                                             |
| 200 m mariposa (22.08)    | Melvin Stewart Estados Unidos 1:57,92                                       | David Wharton Estados Unidos 1:59,98                                              | Keiichi Kawanaka Japón 2:00,99                                                  |
| 200 m estilos (25.08)     | Gary Anderson · Canadá · 2:02,93                                            | Eric Namesnik Estados Unidos 2:03,06                                              | David Wharton Estados Unidos 2:03,63                                            |
| 400 m estilos (23.08)     | Eric Namesnik Estados Unidos 4:18,40                                        | David Wharton Estados Unidos 4:22,92                                              | Matthew Dunn Australia 4:24,06                                                  |
| 4 × 100 m libre (24.08)   | Estados Unidos Shaun Jordan Tom Jager Jon Olsen Matt Biondi 3:19,22         | Australia Chris Fydler Darren Lange Andrew Baildon Matthew Renshaw 3:21,12        | Canadá · Darren Ward · Sebastien Goulet · Sandy Goss · Marcel Gery · 3:23,71    |
| 4 × 200 m libre (23.08)   | Estados Unidos Troy Dalbey Daniel Jorgensen Joe Hudepohl Jon Olsen 7:19,77  | Australia Ian Brown Kieren Perkins Simon Upton Deane Pieters 7:23,11              | Canadá · Edward Parenti · Turlough O'Hare · Frank Samel · Darren Ward · 7:28,35 |
| 4 × 100 m estilos (25.08) | Estados Unidos Jeff Rouse Mike Barrowman Mark Henderson Matt Biondi 3:37,15 | Canadá · Mark Tewksbury · Jonathan Cleveland · Marcel Gery · Sandy Goss · 3:40,64 | Australia Simon Upton Philip Rogers Jon Sieben Chris Fydler 3:43,92             |

### Femenino
| Evento                    | Oro                                                                                               | Plata                                                                     | Bronce                                                                         |
| ------------------------- | ------------------------------------------------------------------------------------------------- | ------------------------------------------------------------------------- | ------------------------------------------------------------------------------ |
| 50 m libre (25.08)        | Jennifer Thompson Estados Unidos 25,77                                                            | Angel Martino Estados Unidos 25,86                                        | Toni Jeffs Nueva Zelanda 26,21                                                 |
| 100 m libre (23.08)       | Angel Martino Estados Unidos 55,34                                                                | Nicole Haislett Estados Unidos 55,63                                      | Susan O'Neill Australia 56,12                                                  |
| 200 m libre (22.08)       | Nicole Haislett Estados Unidos 2:00,31                                                            | Janet Evans Estados Unidos 2:00,64                                        | Suzu Chiba Japón 2:00,71                                                       |
| 400 m libre (24.08)       | Janet Evans Estados Unidos 4:10,45                                                                | Kim Small Estados Unidos 4:12,57                                          | Suzu Chiba Japón 4:15,35                                                       |
| 800 m libre (25.08)       | Janet Evans Estados Unidos 8:28,69                                                                | Kim Small Estados Unidos 8:36,30                                          | Donna Procter Australia 8:39,31                                                |
| 1500 m libre (22.08)      | Janelle Elford Australia 16:26,27                                                                 | Phillippa Langrell Nueva Zelanda 16:26,44                                 | Brook Ayre Australia 16:40,79                                                  |
| 100 m espalda (22.08)     | Janie Wagstaff Estados Unidos 1:01,00                                                             | Nicole Stevenson Australia 1:01,95                                        | Sylvia Poll · Costa Rica · 1:02,75                                             |
| 200 m espalda (24.08)     | Anna Simcic Nueva Zelanda 2:10,79                                                                 | Nicole Stevenson Australia 2:11,33                                        | Janie Wagstaff Estados Unidos 2:11,39                                          |
| 100 m braza (23.08)       | Linley Frame Australia 1:09,98                                                                    | Samantha Riley Australia 1:10,05                                          | Kelli King-Bednar Estados Unidos 1:10,68                                       |
| 200 m braza (25.08)       | Kristine Quance Estados Unidos 2:27,55                                                            | Samantha Riley Australia 2:32,20                                          | Kyoko Kasuya Japón 2:32,53                                                     |
| 100 m mariposa (24.08)    | Susan O'Neill Australia 59,93                                                                     | Christine Ahmann-Leighton Estados Unidos 1:00,08                          | Yoko Kando Japón 1:00,39                                                       |
| 200 m mariposa (22.08)    | Summer Sanders Estados Unidos 2:09,84                                                             | Helen Morris Australia 2:10,84                                            | Yoko Kando Japón 2:11,35                                                       |
| 200 m estilos (25.08)     | Summer Sanders Estados Unidos 2:14,04                                                             | Nicole Haislett Estados Unidos 2:16,53                                    | Jacqueline McKenzie Australia 2:16,96                                          |
| 400 m estilos (23.08)     | Summer Sanders Estados Unidos 4:41,46                                                             | Kristine Quance Estados Unidos 4:45,40                                    | Lin Li China 4:48,27                                                           |
| 4 × 100 m libre (24.08)   | Estados Unidos Angel Martino Whitney Hedgepeth Jennifer Thompson Nicole Haislett 3:43,67          | Japón Ayako Nakano Naoko Imoto Yoko Koikawa Suzu Chiba 3:47,40            | Australia Nicole Stevenson Lise Mackie Teressa Pyke Susan O'Neill 3:49,21      |
| 4 × 200 m libre (23.08)   | Estados Unidos Nicole Haislett Whitney Hedgepeth Janet Evans Sarah Anderson 8:03,70               | Japón Yoko Koikawa Naoko Imoto Ayako Nakano Suzu Chiba 8:12,20            | Australia Toni Greaves Nicole Dornbusch Susan O'Neill Nicole Stevenson 8:13,08 |
| 4 × 100 m estilos (25.08) | Estados Unidos Janie Wagstaff Kelli King-Bednar Christine Ahmann-Leighton Nicole Haislett 4:05,98 | Australia Nicole Stevenson Linley Frame Susan O'Neill Lise Mackie 4:08,79 | Japón Eri Nakamura Kyoko Kasuya Yoko Kando Suzu Chiba 4:12,91                  |

## Medallero
| Núm. | País           | Oro | Plata | Bronce | Total |
| ---- | -------------- | --- | ----- | ------ | ----- |
| 1    | Estados Unidos | 25  | 13    | 10     | 48    |
| 2    | Australia      | 7   | 13    | 9      | 29    |
| 3    | Canadá         | 1   | 4     | 3      | 8     |
| 4    | Nueva Zelanda  | 1   | 1     | 1      | 3     |
| 5    | Japón          | 0   | 3     | 9      | 12    |
| 6    | China          | 0   | 0     | 1      | 1     |
| 6    | Costa Rica     | 0   | 0     | 1      | 1     |
|      | TOTAL          | 34  | 34    | 34     | 102   |